# 숲 속 친구 스토니즈
《숲 속 친구 스토니즈》는 시와월드에서 만든 대한민국의 애니메이션으로, 2019년 11월 20일부터 2020년 2월 13일까지 KBS 1TV에서 매주 목요일 오후 2시 55분에 방영했다.

### 방송 일시
| 방송 채널 | 방송일                           | 방송 시간 |
| --------- | -------------------------------- | --------- |
| KBS1      | 2019년 11월 20일 ~ 20년 2월 13일 | 종료      |

## 등장 인물

### 탐라 수호대
- 제돌이
- 송이
- 또또
- 바우
- 봉봉이

### 스토니즈 종족
- 큰하르방
- 그래할망

### 우주 악당
- 쓰렉또롱
- 쓰렉뚜룽

### 숲 속 친구들
- 거품벌레
- 꿀벌
- 왕매미
- 지렁이
- 땅강아지
- 거위벌레
- 보석젤리벌레
- 참뜰길앞잡이
- 아프리카호랑나비
- 이끼흉내대벌레

## 목소리 출연
- 이명호: 제돌이
- 서다혜: 송이
- 허예은: 또또
- 오수경: 바우
- 남도형: 쓰렉또롱
- 박영재: 쓰렉뚜룽
- 민아: 꿀벌, 거위벌레
- 우성은: 거품벌레, 이끼흉내대벌레
- 윤용식: 지렁이
- 신범식: 땅강아지, 보석젤리벌레
- 허성재: 왕매미

## 방영 목록
| 회차       | 제목                       | 방송 일자        |
| ---------- | -------------------------- | ---------------- |
| 1화        | 전설의 탐라수호대          | 2019년 11월 20일 |
| 2화        | 깨어나라! 만능탐험 망치    | 2019년 11월 21일 |
| 3화        | 진정한 친구가 필요해       | 2019년 11월 28일 |
| 4화        | 사라진 길을 찾아라         | 2019년 12월 5일  |
| 5화        | 시끌벅적 왕매미            | 2019년 12월 12일 |
| 6화        | 누가 구멍을 뚫었을까?      | 2019년 12월 19일 |
| 7화        | 쭉쭉나무의 습격            | 2019년 12월 26일 |
| 8화        | 보물이 열리는 나무         | 2020년 1월 2일   |
| 9화        | 못말리는 보석젤리벌레      | 2020년 1월 9일   |
| 10화       | 유령이 나타났다!           | 2020년 1월 16일  |
| 11화       | 한 여름의 불꽃놀이         | 2020년 1월 30일  |
| 12화       | 도토리도둑과 명탐정 제돌이 | 2020년 2월 6일   |
| 최종화(13) | 세상에서 제일 달콤한 나무  | 2020년 2월 13일  |